# Escout
Escout település Franciaországban, Pyrénées-Atlantiques megyében. Lakosainak száma 426 fő (2022. január 1.). Escout Escou, Estialescq, Herrère, Lasseube, Oloron-Sainte-Marie és Précilhon községekkel határos.

## Népesség
A település népességének változása:
| Lakosok száma | 432  | 434  | 442  | 438  | 438  | 438  | 435  | 431  | 426  |
|               | 2013 | 2015 | 2016 | 2017 | 2018 | 2019 | 2020 | 2021 | 2022 |